# Álex Aguinaga
Álex Darío Aguinaga Garzón (* 7. Juni 1969 in Ibarra) ist ein ecuadorianischer Fußballspieler. Der Mittelfeldspieler spielte zuletzt bei LDU Quito in der ersten ecuadorianischen Liga und beendete seine Karriere im Dezember 2005. Danach zog er nach Mexiko zurück, wo er für Necaxa arbeitete. Seit 2014 ist er Trainer des kolumbianischen Traditionsvereins Águilas Doradas.

## Vereinsfußball
Aguinaga spielte von 1984 bis 1989 für Deportivo Quito. 1989 wurde er von Necaxa in Mexiko verpflichtet, für die er aktiv war, bis er im Sommer 2003 für sechs Monate zu CD Cruz Azul wechselte. Im Januar 2004 kehrte er nach Ecuador zurück und spielte in den Spielzeiten 2004 und 2005 für LDU Quito. Nach dem Clausura-Turnier 2005 beendete er seine Karriere.
Mit Necaxa wurde Aguinaga 1994/95, 1995/96 und in der Wintersaison 1998 mexikanischer Meister und gewann 1999 den CONCACAF Champions Cup. Er gilt als bedeutendster Spieler in der Geschichte von Necaxa. Die üblicherweise von Aguinaga getragene Nummer 7 wird dort derzeit nicht mehr vergeben.
Mit Liga de Quito gewann er 2005 die Meisterschaft der ersten Saisonhälfte (Apertura).

## Nationalmannschaft
Aguinaga debütierte am 5. März 1987 im Alter von 17 Jahren in der ecuadorianischen Nationalmannschaft bei einem Spiel gegen Kuba in Havanna, das Ecuador trotz eines Tores von Aguinaga mit 1:2 verlor. Später war er lange Jahre Kapitän und Mittelfeldregisseur der Nationalmannschaft, für die er bis zu seinem Rücktritt nach der Copa América 2004 in Peru in insgesamt 109 Spielen 23 Tore erzielte. Er war der erste Ecuadorianer, der sein 100. Länderspiel absolvierte (am 20. November 2002 gegen Costa Rica), und in der Gesamtzahl der Einsätze nur von Rekordnationalspieler Iván Hurtado übertroffen. Hinter Agustín Delgado und Eduardo Hurtado ist er auch der dritterfolgreichster Torschütze der Tricolor.
Aguinaga nahm mit der Nationalmannschaft an acht Turnieren um die Copa América, am CONCACAF Gold Cup 2002 und an der Fußball-Weltmeisterschaft 2002 in Japan und Südkorea teil.